# Manny Trillo
Artikeln följer den spanska namnseden; faderns efternamn är Marcano och moderns efternamn Trillo.
Jesús Manuel "Manny" Marcano Trillo, född den 25 december 1950 i Caripito, är en venezuelansk före detta professionell basebollspelare som spelade 17 säsonger i Major League Baseball (MLB) 1973–1989. Trillo var andrabasman.
Trillo var känd för sitt defensiva spel och var med och vann Philadelphia Phillies första World Series-titel någonsin 1980, då han även utsågs till mest värdefulla spelare (MVP) i NLCS (National League Championship Series), finalen i National League. Han togs ut till fyra all star-matcher. Tre gånger erhöll han en Gold Glove Award, som bästa defensiva andrabasman i ligan, och två gånger en Silver Slugger Award, som bästa offensiva andrabasman i ligan.

## Uppväxt
Trillo föddes i Caripito i delstaten Monagas i nordöstra Venezuela och växte upp med sin mamma och tre syskon i närbelägna Quiriquire. Redan som pojke fick han smeknamnet Indio, som sedan följde honom genom livet.
Från början spelade Trillo som shortstop, men därefter övergick han till att vara catcher. Vid 15 års ålder flyttade han till huvudstaden Caracas för att få bättre träning och i januari 1968, nyss fyllda 17 år, skrev han på för Philadelphia Phillies i MLB. 

## Karriär

### Major League Baseball

#### Philadelphia Phillies
Under den första tiden i USA kämpade Trillo med ett nytt språk och en ny kultur och drabbades av hemlängtan. Han var dock fast besluten att lyckas. På grund av ett missförstånd använde man hans mammas efternamn Trillo i stället för pappans efternamn Marcano, som han hade haft i Venezuela. Eftersom han hade växt upp med sin mamma var det inget som han protesterade mot.
När Trillo kom till Phillies träningsläger var det som catcher, men Dallas Green, som nyss slutat som aktiv och skulle bli Trillos tränare i Phillies farmarklubb i Northern League, såg att han skulle kunna bli en bra infielder. Efter bara några matcher som catcher fick han spela som shortstop och tredjebasman. Under denna första säsong som proffs spelade Trillo bara 35 matcher med ett slaggenomsnitt på 0,261, inga homeruns och fyra RBI:s (inslagna poäng). Efter säsongen återvände han till Venezuela över vintern och spelade där för en klubb i Caracas.
1969 års säsong spelade Trillo i en liga som var ett snäpp högre upp än Northern League. Han spelade bättre offensivt och hade på 83 matcher ett slaggenomsnitt på 0,280, en homerun och 26 RBI:s. Efter säsongen draftades han av Oakland Athletics i MLB:s Rule 5 draft.

#### Oakland Athletics
Athletics placerade 1970 Trillo i Southern League på den näst högsta nivån av farmarligor (AA). Han spelade där även 1971 och hade då en bra offensiv säsong med ett slaggenomsnitt på 0,280, fem homeruns och 44 RBI:s på 107 matcher. 1972 flyttades han upp till den högsta farmarnivån i American Association (AAA). Han höjde sig ytterligare offensivt med ett slaggenomsnitt på 0,301, nio homeruns och 53 RBI:s på 133 matcher. Under vintern spelade han som vanligt i Venezuela och hjälpte sin klubb i Caracas att vinna ligamästerskapet.
1973 fick Trillo inleda i Athletics högsta farmarklubb, då i Pacific Coast League. För första gången spelade han bara som andrabasman, en position som han ansträngde sig hårt för att behärska. På 130 matcher gjorde han 19 errors, men fick efterhand mer erfarenhet. Offensivt spelade han mycket bra med ett slaggenomsnitt på 0,312, åtta homeruns och 78 RBI:s, där den senare siffran var bäst i laget. Mitt i säsongen kallades han upp till moderklubben och fick göra sin MLB-debut den 28 juni. Efter fyra matcher skickades han ned till farmarklubben igen, men han var tillbaka i Oakland i september. Totalt blev det 17 matcher i MLB under grundserien och Trillo hade tre hits på sina tolv at bats. Han var med i truppen till ALCS (American League Championship Series), finalen i American League, men fick ingen speltid och i World Series fick han inte vara med i truppen på grund av ett tidigare misstag när truppen skulle anmälas.
Trillo fick inleda 1974 års säsong med Athletics, men skickades ned efter att ha haft ett slaggenomsnitt på bara 0,100 under den första månaden. Efter 85 matcher fick han åter en plats i Athletics spelartrupp i september, då han höjde sitt slaggenomsnitt till 0,152, även det mycket lågt. Han fick spela en match i ALCS men inte alls i World Series, som Athletics vann för tredje året i rad. Direkt efter World Series trejdades han till Chicago Cubs tillsammans med två andra spelare i utbyte mot den framtida National Baseball Hall of Fame-medlemmen Billy Williams.

#### Chicago Cubs
För Cubs blev Trillo ordinarie andrabasman och han spelade aldrig någon mer match i farmarligorna. Under 1975 års säsong var hans slaggenomsnitt 0,248 och han hade sju homeruns och 70 RBI:s. Defensivt hade han det tufft med 29 errors, men kom ändå delad trea i omröstningen till årets nykomling (Rookie of the Year Award) i National League.
Trillo spelade ytterligare tre säsonger som Cubs andrabasman. 1977 togs han ut till sin första all star-match. Inför 1979 års säsong trejdades han till sin gamla klubb Philadelphia Phillies i en trejd som totalt omfattade åtta spelare.

#### Philadelphia Phillies igen
Det visade sig vara en lyckad trejd för Phillies. Trillo återförenades med sin gamla tränare Dallas Green och spelade mycket bra defensivt. Han vann sin första Gold Glove Award den säsongen. Hans signum var att pausa en kort stund och titta på bollen, som han höll i sin hand efter att ha fångat den, innan han kastade den till förstabasmannen för att bränna slagmannen. Efter säsongen spelade han i Venezuela och blev ligamästare med Caracas igen.
Under 1980 års säsong vann Phillies 91 matcher och Trillo var en av stjärnorna. Hans slaggenomsnitt var 0,292 och han hade sju homeruns och 43 RBI:s, vilket ledde till hans första Silver Slugger Award. I NLCS slog han 0,381 och hade fyra RBI:s när Phillies slog ut Houston Astros och han utsågs till matchseriens mest värdefulla spelare (MVP). I World Series ställdes Phillies mot Kansas City Royals och även om Trillo bara hade ett slaggenomsnitt där på 0,217 så var han med och avgjorde den femte matchen med ett bra kast och en hit i nionde inningen som ledde till den matchavgörande poängen. Phillies vann World Series för första gången i klubbens historia.
Året efter togs Trillo ut till sin andra all star-match och han vann även sina andra Gold Glove Awards och Silver Slugger Awards. Phillies gick till slutspel igen, men åkte ut i första omgången mot Montreal Expos. Nästföljande säsong satte Trillo ett nytt MLB-rekord genom att som andrabasman inte göra en enda error på 479 raka chanser. Hans fina defensiva spel ledde till ytterligare en Gold Glove Award, hans tredje, och för första gången fick han starta i all star-matchen.
Efter fyra framgångsrika säsonger i Philadelphia trejdades Trillo vintern 1982/83 tillsammans med fyra andra spelare till Cleveland Indians. Han hade då ett år kvar innan han skulle bli free agent.

#### Cleveland Indians
Trillo togs för tredje året i rad ut till all star-matchen 1983 och för andra året i rad fick han äran att starta matchen. I mitten av augusti trejdades han till Montreal Expos.

#### Montreal Expos
Expos hoppades att Trillo skulle kunna hjälpa dem att vinna sin division, men detta lyckades inte. Trillo blev efter säsongen för första gången free agent.

#### San Francisco Giants

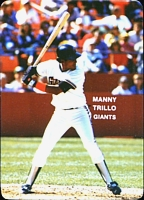
Trillo i San Francisco Giants dräkt 1985.

Trillo skrev inför 1984 års säsong på för San Francisco Giants och han spelade där i två år. Klubben kom sist i sin division båda säsongerna och Trillos offensiva och defensiva spel försämrades. Hans slaggenomsnitt var bara 0,254 respektive 0,224 och han gjorde sex respektive tolv errors.

#### Chicago Cubs igen
Under tiden hade Trillos gamla tränare Dallas Green blivit sportchef i Chicago Cubs och han såg till att ta Trillo till klubben inför 1986 års säsong. Vid 35 års ålder fick Trillo nu rollen att spela var som helst i infield där klubben behövde honom. Han blev något av en mentor för unga spelare som den framtida National Baseball Hall of Fame-medlemmen Ryne Sandberg under sina tre säsonger i klubben. Under de två första hade han bra slaggenomsnitt på 0,296 och 0,294, men sista säsongen sjönk det till 0,250. Under den andra säsongen satte han personligt rekord med åtta homeruns.
Under samma tid var han under en säsong spelande tränare för sin klubb i Venezuela, men var därefter på egen begäran assisterande tränare i stället.

#### Cincinnati Reds
Trillo spelade en sista säsong i MLB 1989 för Cincinnati Reds, men bara 17 matcher fram till slutet av maj då han släpptes av klubben.
Totalt spelade Trillo 1 780 matcher i MLB med ett slaggenomsnitt på 0,263, 61 homeruns och 571 RBI:s. I Venezuela spelade han 19 säsonger med ett slaggenomsnitt på 0,277, 29 homeruns och 324 RBI:s.

## Efter karriären
Efter spelarkarriären har Trillo arbetat som assisterande tränare i farmarligorna för Cubs, Phillies, Milwaukee Brewers, New York Yankees och Chicago White Sox. I Venezuela har han också arbetat som assisterande tränare och även som rådgivare.
2007 röstades Trillo in i venezuelansk basebolls hall of fame och fem år senare i latinamerikansk basebolls motsvarighet.

### Webbkällor
- ”Manny Trillo Stats, Fantasy & News” (på engelska). Major League Baseball. https://www.mlb.com/player/manny-trillo-123466. Läst 25 juni 2019.
- ”Manny Trillo Stats” (på engelska). Baseball-Reference.com. https://www.baseball-reference.com/players/t/trillma01.shtml. Läst 25 juni 2019.
- ”Manny Trillo Minor Leagues Statistics & History” (på engelska). Baseball-Reference.com. https://www.baseball-reference.com/register/player.fcgi?id=trillo001jes. Läst 25 juni 2019.
- ”Jesús Marcano Trillo” (på spanska). Pelotabinaria.com.ve. http://www.pelotabinaria.com.ve/beisbol/mostrar.php?ID=marcjes001. Läst 25 juni 2019.
- Landino, Leonte (1 juli 2015). ”Manny Trillo” (på engelska). Society for American Baseball Research. https://sabr.org/bioproj/person/c78d7380. Läst 25 juni 2019.